# دانيال كوليرر
دانيال كوليرر (بالألمانية: Daniel Köllerer)‏ مواليد 17 أغسطس 1983 في النمسا، هو لاعب كرة مضرب نمساوي سابق بدأ مسيرته كمحترف سنة 2002 وكان يلعب باليد اليمنى، اعتزل اللعب في 2011. أعلى تصنيف له في الفردي كان المركز الـ 55 في سنة 2009.

## روابط خارجية
- دانيال كوليرر على موقع رابطة محترفي التنس (الإنجليزية)
- دانيال كوليرر على موقع الاتحاد الدولي لكرة المضرب (الإنجليزية)
- دانيال كوليرر على موقع كأس ديفيز (الإنجليزية)
- دانيال كوليرر على موقع خلاصة التنس.كوم (الإنجليزية)